# Posavje (Slowenien)

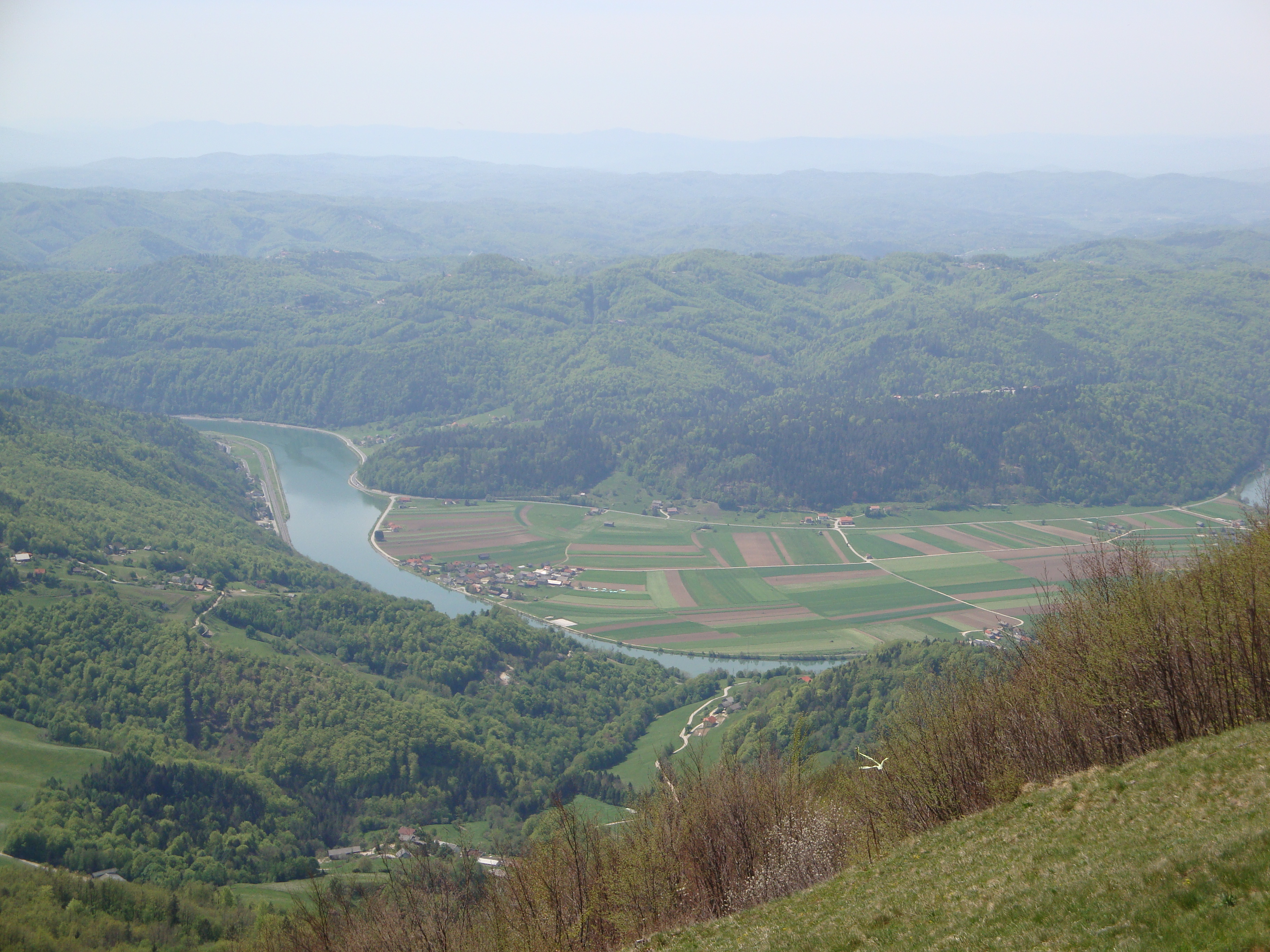
Save bei Kompolje, Gemeinde Sevnica

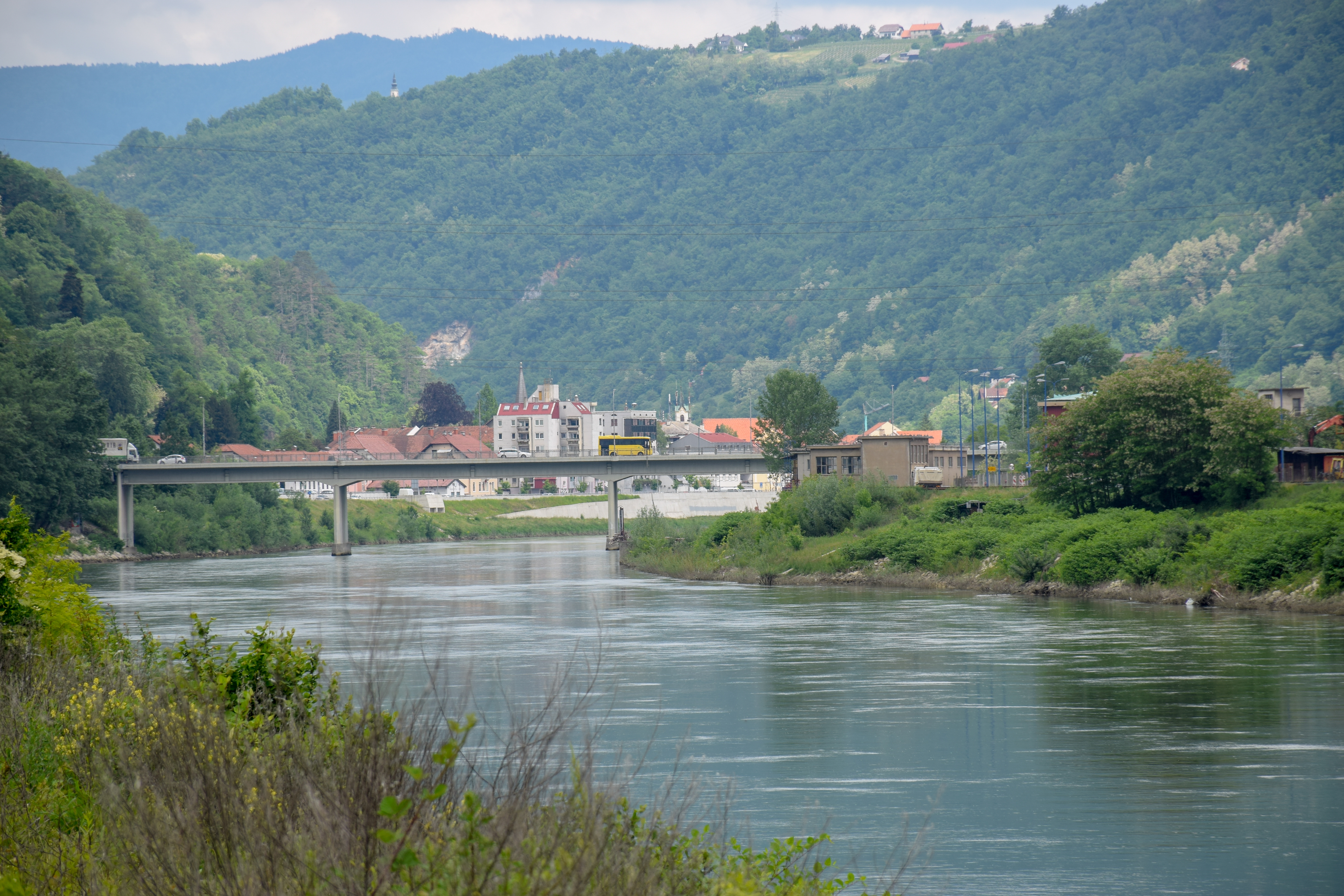
Save in Krško

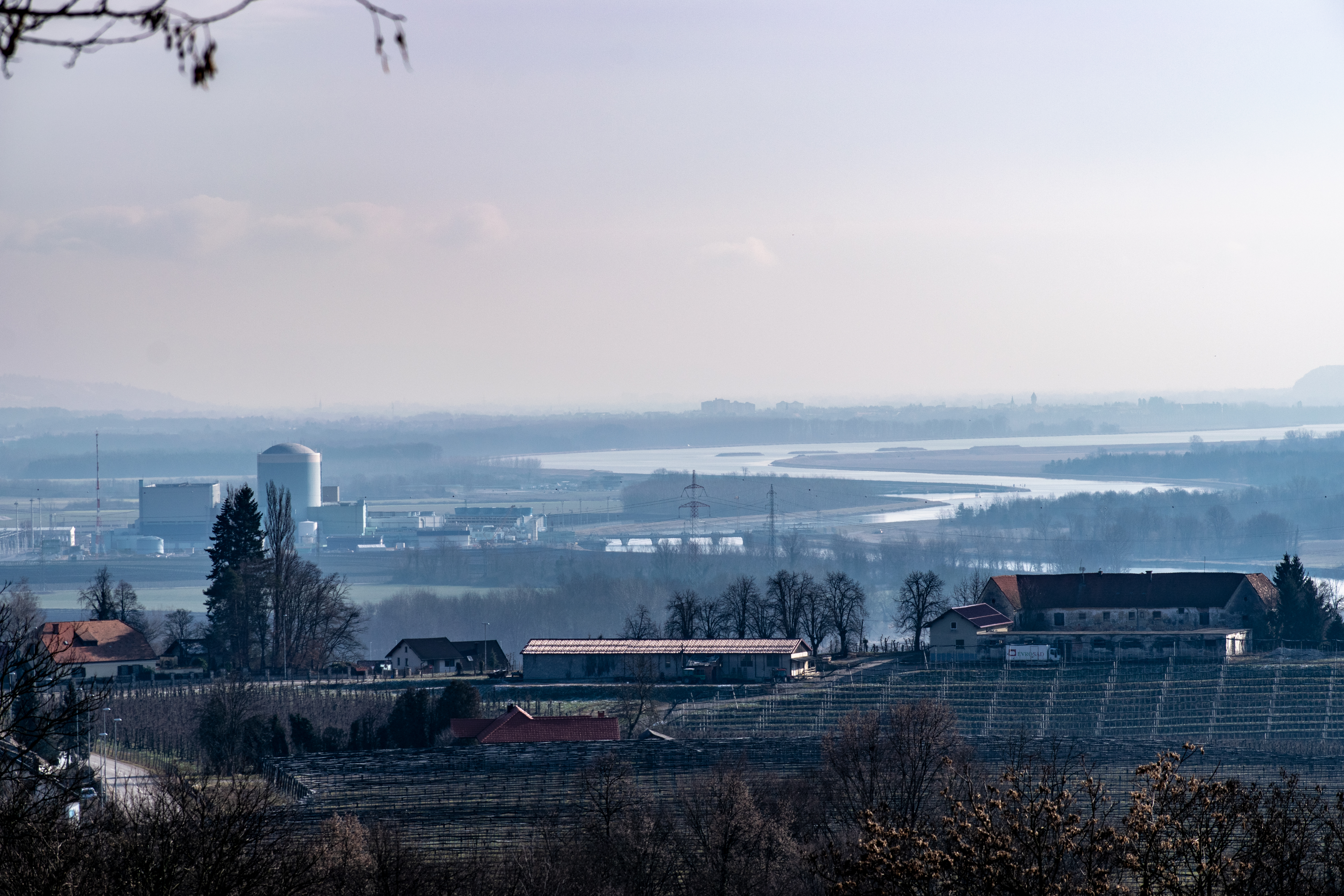
Atomkraftwerk Krško an der Save

Posavje (deutsch: Unteres Save-Tal, englisch: Lower Sava Valley) ist der slowenische Name einer Landschaft in Südost-Slowenien an der Grenze zu Kroatien.
Aus dem Namen wurde die offizielle Bezeichnung  Posavska für die Statistische Region Untere Save-Gegend abgeleitet.

## Geographische Lage
Die Region Posavje liegt am Unterlauf des slowenischen Teils der Save, die südlich von Zidani Most die Region Zasavje verlässt. 
Die Landschaft umfasst die Gemeindegebiete von Brežice, Krško, Kostanjevica na Krka, Sevnica und seit Sommer 2015 zusätzlich die Gemeinden Radeče und Bistrica ob Sotli.
In Posavje liegen unter anderem Teile des Save-Hügellandes, des Žumberak-Gebirges, die Ebene von Gurkfeld und Rann sowie die Mündungen von Krka und Sotla in die Save.
Die Nachbarregionen sind das Obere Savinja-Tal im Norden, Zasavje im Westen, Unterkrain im Süden und Kroatien im Osten.

## Geschichte
Das Gebiet von Posavje entspricht nicht den historischen regionalen Grenzen. Während der österreichisch-ungarischen Monarchie gehörten die Ortschaften am linken Ufer der Save zum Herzogtum Steiermark (Sevnica, Stadt Krško, Bistrica ob Sotli, Brežice). Die am rechten Flussufer liegenden Siedlungen gehörten zur Unterkrain (Radeče, Kostanjevica na Krki, Teile der heutigen Stadtgemeinde Krško).

## Sehenswürdigkeiten und Aktivitäten
- Burgen und Schlösser in Posavje[3][4]
- Schloss Brežice mit dem Posavje-Museum
- Burg Reichenburg mit Schlossmuseum in Brestanica
- Therme Čatež[5]
- Gemäldegalerie Kloster Kostanjevica
- Weinanbaugebiet Posavje
- Fauna-Flora-Habitat-Gebiet Boštanj
- Fauna-Flora-Habitat-Gebiet Vrbina
- Vogelschutzgebiet Dobrava-Jovsi